# بیل پونسفورد
بیل پونسفورد (انگلیسی: Bill Ponsford؛ ۱۹ اکتبر ۱۹۰۰ – ۶ آوریل ۱۹۹۱) یک بازیکن کریکت، و بازیکن بیسبال اهل استرالیا بود.